# 吉備氏
吉備氏（きびうじ）は、「吉備」を氏の名とする氏族。古代日本の吉備国（岡山県）の豪族。姓は朝臣。

## 概説
吉備氏は四道将軍として崇神朝に吉備へ派遣され、日本列島の統一と発展に寄与した吉備諸氏の一つ、下道臣の後裔にあたる。4世紀代から巨大古墳の築造を続けたが、主として5世紀の応神朝に繁栄し、吉備を筑紫・出雲・毛野と並ぶ古代の有力地方国家（国造）に発展させることに貢献した。吉備国内の造山古墳（全国第4位）・作山古墳（全国第9位）などの巨大前方後円墳は、その首長の墓として往時の勢力の大きさを今に伝えている。しかし、ヤマト政権の中央集権策によって、『日本書紀』の記述によれば雄略朝期に吉備前津屋（さきつや）、吉備田狭（たさ）、吉備稚媛を母とする星川稚宮皇子など数度にわたる「反乱鎮圧」によって勢力を削がれた。5世紀後半には、上道氏や下道氏の本拠地である吉備中枢部（岡山県南部平野）に集中的に部が置かれている。6世紀には、蘇我稲目・馬子親子が直接現地に赴き、児嶋（こじま）と白猪（しらい）の2つの屯倉を設置・増補している。両屯倉は、それぞれ海上交通の出口と、美作の鉄産地と出雲への交通の要衝を押さえる役割を果たしたという。また、8世紀の史料によれば、出雲国や近江国や紀伊国や大和国にも「吉備部」など「吉備」を冠する地名が西日本の広範囲に存在する（例：元和歌山県有田郡吉備町など）。

## 大和朝廷と吉備氏
1. 景行天皇の妃となった播磨稲日大娘は、ヤマトタケルを生んだ。
2. そのヤマトタケルと共に蝦夷遠征を行った吉備武彦の娘は、ヤマトタケルの妃となった。
3. 吉備武彦の子の鴨別（かもわけ）は、仲哀天皇の熊襲征討に功績があった。
4. 兄媛は応神天皇の妃となった（ただし仁徳天皇の妃となった黒日売は海部氏の娘であって吉備氏の娘ではない）。

このように、王家に娘を入れて婚姻関係を結び、その軍事行動に参加した。

## 考証
- 吉備氏の祖として同氏の伝説に残されていたのは吉備武彦であり、吉備津彦命・稚武彦命弟は王家系譜とのつながりを作為するために吉備武彦の名前を割って作った創作上の人物とする説がある。また、笠臣と下道臣と上道臣が吉備武彦を祖と仰ぐ集団（吉備勢力）であったのは事実だが、元々「吉備氏」と称する同一の氏族集団であった裏付けも不確かで、下道真備（吉備真備）が初めて「吉備」姓を名乗った人物であった可能性すらあるとする[6]。
- 浦間茶臼山古墳や両宮山古墳群など、岡山市東部から赤磐市周辺にかけて存在する古墳は上道臣の、中山茶臼山古墳や宿寺山古墳など、岡山市西部から総社市周辺にかけて存在する下道臣の古墳であると考えられる[7]。

## 奈良時代以降の吉備氏と吉備諸氏
7世紀以降、上道臣・三野臣・賀夜（香屋・賀陽）臣・苑臣・下道臣・笠臣らの氏族が残り、多くは国造や郡司などの在地の有力豪族であったが、中央貴族として立身した者も少なくない。
吉備笠垂は古人大兄皇子の反乱を告発して名を上げ、上道斐太都は橘奈良麻呂の乱に功績によって異例の特進を遂げた。笠金村は8世紀前半に宮廷歌人として活躍した。また、臨済宗の開祖明菴栄西は吉備津神社社家の賀陽氏の出身である。